# Calostigma
Calostigma là chi thực vật có hoa trong họ Apocynaceae.